# Román Glavatskij
Román Glavatskij (en ruso: Роман Владимирович Главатских; Novouralsk, URSS, 3 de mayo de 1983) es un futbolista ruso, jugador de fútbol sala. Juega como delantero en el Dina Moscú. 

## Biografía
Glavatskij nació en una ciudad cerrada de Novouralsk en Óblast de Sverdlovsk. Allá empezó su carrera de futbolista. A jugar en varios clubes de la Liga Superior, en verano de 2011 Roman se trasladó al Dina Moscú..

## Clubes
| Club             | País  | Año       |
| ---------------- | ----- | --------- |
| Stroitel         | Rusia | 2000-2003 |
| Progres          | Rusia | 2003-2004 |
| USTU (UPI-DDT)   | Rusia | 2004      |
| Spartak          | Rusia | 2004-2005 |
| Norilsk Nikel    | Rusia | 2006-2007 |
| Spartak Shelkovo | Rusia | 2007-2009 |
| Sibiryak         | Rusia | 2009-2010 |
| Polytech         | Rusia | 2010-2011 |
| Dina Moscú       | Rusia | 2011-     |

## Palmarés
- Campeón de Rusia de fútbol sala (1): 2014